# AFC South
Az AFC South az NFL AFC konferenciájának déli csoportja. A 2002-es ligabővítés után hozták létre. Jelenleg a következő csapatok a tagjai: Houston Texans, Indianapolis Colts, Jacksonville Jaguars, valamint a Tennessee Titans. 2002 előtt a Colts az AFC East, a Jacksonville, és a Titans pedig az AFC Central tagja volt. A Texans csapata volt az új franchise 2002-ben, így ők a kezdetek óta ennek a csoportnak a tagjai.

## Csoportgyőztesek
| Szezon | Csapat               | Eredmény | Rájátszásbeli eredmény                    |
| ------ | -------------------- | -------- | ----------------------------------------- |
| 2002   | Tennessee Titans     | 11–5–0   | Kikapott az AFC konferenciadöntőben       |
| 2003   | Indianapolis Colts   | 12–4–0   | Kikapott az AFC konferenciadöntőben       |
| 2004   | Indianapolis Colts   | 12–4–0   | Kikapott az AFC konferencia-elődöntőben   |
| 2005   | Indianapolis Colts   | 14–2–0   | Kikapott az AFC konferencia-elődöntőben   |
| 2006   | Indianapolis Colts   | 12–4–0   | Megnyerte a Super Bowl XLI-ot             |
| 2007   | Indianapolis Colts   | 13–3–0   | Kikapott az AFC konferencia-elődöntőben   |
| 2008   | Tennessee Titans     | 13–3–0   | # Kikapott az AFC konferencia-elődöntőben |
| 2009   | Indianapolis Colts   | 14–2–0   | # Kikapott a Super Bowl XLIV-en           |
| 2010   | Indianapolis Colts   | 10–6–0   | Kikapott az AFC Wild Card-fordulóban      |
| 2011   | Houston Texans       | 10–6–0   | Kikapott az AFC konferencia-elődöntőben   |
| 2012   | Houston Texans       | 12–4–0   | Kikapott az AFC konferencia-elődöntőben   |
| 2013   | Indianapolis Colts   | 11–5–0   | Kikapott az AFC konferencia-elődöntőben   |
| 2014   | Indianapolis Colts   | 11–5–0   | Kikapott az AFC konferenciadöntőben       |
| 2015   | Houston Texans       | 9–7–0    | Kikapott az AFC Wild Card-fordulóban      |
| 2016   | Houston Texans       | 9–7–0    | Kikapott az AFC konferencia-elődöntőben   |
| 2017   | Jacksonville Jaguars | 10–6–0   | Kikapott az AFC konferenciadöntőben       |
| 2018   | Houston Texans       | 11–5–0   | Kikapott az AFC Wild Card-fordulóban      |
| 2019   | Houston Texans       | 10–6–0   | Kikapott az AFC konferencia-elődöntőben   |
| 2020   | Tennessee Titans     | 11–5–0   | Kikapott az AFC Wild Card-fordulóban      |
| 2021   | Tennessee Titans     | 12–5–0   | Kikapott az AFC konferencia-elődöntőben   |
| 2022   | Jacksonville Jaguars | 9–8–0    | Kikapott az AFC konferencia-elődöntőben   |
| 2023   | Houston Texans       | 10–7–0   | Kikapott az AFC konferencia-elődöntőben   |
| 2024   | Houston Texans       | 10–7–0   | Kikapott az AFC konferencia-elődöntőben   |

- # A csapat kiemelés miatt nem játszott az első fordulóban.